# Nostradamus
Nostradamus (n. 14 decembrie 1503, Saint-Rémy⁠(d), Provence-Alpes-Côte d'Azur, Franța – d. 2 iulie 1566, Salon, Provence-Alpes-Côte d'Azur, Franța), pe numele său real Michel de Nostredame, a fost un faimos astrolog, medic, cabalist și farmacist francez. Celebritatea sa se datorează lucrării Les Propheties, a cărei primă ediție a apărut în 1555. De la publicarea sa, a devenit foarte populară în toată lumea,  creându-se în jurul său un cult. În literatura tuturor timpurilor i s-a acordat titlul de prevestitor a tuturor marilor evenimente care se desfășurau sau urmau să se întâmple în lume.
Lucrările lui Nostradamus sunt realizate din catrene, multe dintre ele au fost de-a lungul timpului interpretate sau traduse greșit.
Nostradamus este o figură proeminentă a Renașterii Franceze și profețiile sale sunt strâns legate de aplicarea Codului Bibliei, cât și a altor lucrări despre profeții.
Cel mai renumit cercetător al operei și vieții sale este românul Vlaicu Ionescu.

## Biografie

### Tinerețea
Data nașterii sale (14 decembrie 1503) este discutabilă. S-a născut în Saint-Remy în Provence (sudul Franței). Copilul Michel a fost necircumcis și a  fost creștinat, păstrând, în același timp, și tradițiile evreiești din  Schalscheleth Hakabbalah, care l-au ajutat în misiunea sa profetică. Se pare că a fost cel mai mare din cei 18 (după alții, cel puțin 9) copii ai familiei. Tatăl său se numea Jaume de Nostredame, comerciant de cereale și, apoi,  notar regal. Mama sa era Reneé de Saint-Rémy.
Numele de Nostradamus provine de la bunicul său, Crescas de Carcassone, evreu convertit la catolicism.

### Anii de studiu
Născut în St. Rémy, locul primei comunități cabalistice din Franța, Michel de Nostradam a fost un adept al acestei științe , aceasta ajutându-l în misiunea sa profetică. În același timp, toată viața sa a fost, în aparență, un creștin convins, fapt pentru care a și fost acceptat la Universitatea din Avignon. Mai târziu, a dorit să studieze medicina, fiind acceptat de venerabila Universitate din Montpellier. Dar studiile sale au fost întrerupte brusc, când ciuma bubonică s-a abătut asupra sudului Franței, în 1525. În timp ce mulți medici au părăsit, speriați, regiunea, Michel călătorea curajos dintr-un loc în altul pentru a îngriji victimele bolii extrem de contagioase. Nostradamus a reușit să se impună pe un teritoriu necunoscut după ce a preparat o pulbere purificatoare, care i-a făcut numele cunoscut. Totuși, aproape că i s-a refuzat acordarea titlului, la absolvire, patru ani mai târziu, poate din cauza acuzațiilor aduse de colegii invidioși. Dar a fost pus în drepturi datorită recunoștinței țăranilor și respectului celorlalți studenți.

### Viața familială
Datorită experienței acumulate în tratarea ciumei, în 1533 și-a deschis un cabinet în Agen, localitate pe fluviul Garonne și s-a căsătorit cu o tânără cunoscută ca fiind bogată, foarte frumoasă și apreciată. Aveau ,deja, o fiică și un fiu, când Inchiziția, instituție a Bisericii menită să suprime erezia, a intervenit în viața lor. Nostradamus (cum își spunea la acea dată) a fost chemat în fața unei instanțe ecleziastice, pentru că ar fi făcut o afirmație ireverențioasă despre o statuie a Fecioarei Maria. Când s-a întors acasă, a aflat că atât soția, cât și cei doi copii muriseră de ciumă. Suferința pierderii familiei a fost alimentată și de pe urma criticilor aduse în acest sens, la care s-a mai adăugat chemarea în instanță, formulată de rudele înnebunite de durere (n.p. - mai mult de lăcomie decât durere) din partea soției, pentru a returna zestrea. Traumatizat de pierdere, în următorii zece ani medicul inimos și-a reluat călătoriile prin mai multe regiuni din Franța, Italia și Sicilia, reușind să-și câștige faima de făcător de minuni. După ce i s-a acordat o pensie viageră, s-a stabilit la Salon-de-Provence, o localitate între Marsilia și Avignon și a înființat un laborator de produse cosmetice. Pe 11 noiembrie 1547, Michel, în vârstă de patruzeci și patru de ani, s-a căsătorit a doua oară cu Anne Ponsarde Gemelle, o văduvă bogată, cu care a avut șase copii.

### Începerea revelațiilor
Cum noua sa situație financiară îi permitea să nu mai practice permanent medicina, Nostradamus s-a orientat spre științele oculte. Și-a transformat podul casei în observator astronomic, unde, urcat pe trepied, urmărea bolta înstelată și susținea că află secretele viitorului de la lumina interioară, vocea.
La început, și-a făcut cunoscute prezicerile printr-o serie de cărțulii modeste pe care a început să le publice din 1550. Dar, treptat, și-a pierdut total interesul pentru urmărirea condițiilor meteorologice și a fazelor lunii.

### Curtea Franței
Individul scund și vioi, cu barba lungă și deasă, este considerat o ciudățenie la somptuoasa Curte renascentistă a regelui Henric al II-lea al Franței. Cunoscut ca fiul unor evrei convertiți, pasionat de astrologie și de alte științe oculte, Nostradamus a fost invitat la Paris, în 1556, mai mult pentru amuzament. Dar profețiile sale despre rege îi vor aduce faima internațională. Una dintre acestea părea adevărată, dar fără de îndoială ridicolă, sugerând că un bărbat chior va deveni curând rege. O alta, în mod caracteristic criptică, interpretabilă: Leul tânăr îl va înfrânge pe cel mai bătrân pe câmpul de luptă, într-o singură luptă. Îi va străpunge ochii în cușca aurită; două răni într-unul, apoi va pieri de o moarte năprasnică.
La 1 iulie 1559, pe când regele participa la un turnir, accidental, lancea prietenului său, care îi era adversar în competiție, a străpuns coiful regal de aur și a pătruns în ochi. Făptașul îngrozit, contele de Montgomery, era mai tânăr decât suveranul; o așchie din arma ruptă i-a provocat acestuia o a doua rană, iar regele a îndurat dureri cumplite timp de zece zile, după care a murit. În tot acel timp el avea să fie și să rămână singurul suveran al Franței cu un singur ochi.

### Consilier regal
Pe fontul tulburărilor interne, în Franța mulți, asemenea reginei Caterina de Medici, nu simțeau nevoia ca istoria să confirme spusele medicului. Prezicerea acestuia despre moartea soțului ei a fost suficientă. Fără îndoială, ei i se datorează numirea lui ca medic curant al fiului acesteia, Carol al IX-lea.
Potrivit unei povestiri cunoscute, Nostradamus a chemat odată un înger, numit Anael, și i-a cerut să îi dezvăluie într-o oglindă magică soarta copiilor reginei. Oglinda i-a arătat pe cei trei fii domnind pe rând pentru scurtă vreme, în timp ce ginerele ei aflat în dizgrație, Henric de Navarra, ar fi urmat să domnească 23 de ani. Speriată, regina a cerut să fie oprit acel spectacol neplăcut. De fapt, probabil că Nostradamus a vizitat-o la Curte doar pentru a face horoscopul atât pentru ea, cât și pentru copiii ei. Este foarte probabil ca Nostradamus să fi fost suficient de abil să își dezvăluie viziunile neplăcute în expresii ambigue, având în vedere că monarhii absoluți indiferent cât de amabili se arătau la început față de clarvăzători erau renumiți pentru pedepsirea mesagerilor din cauza mesajului lor. Cuvintele lui Nostradamus au fost amintite cu admirație. Opunându-se impecabil magicienilor și vrăjitorilor, conducătorii Bisericii Romano-Catolice ar fi vrut să-l ardă pe rug pe acest profet periculos de exact. Țăranii, crezând că prezicerea a fost, de fapt, un blestem, l-ar fi ars în efigie. Numai datorită protecției reginei văduve, Caterina de Medici, a scăpat de execuție.

## Catrenele
Aflată în pragul unui război civil, Franța a oferit un teren propice profețiilor sumbre și criptice ale lui Nostradamus, publicate în 1555, primele 100 din cele aproape 2000 pe care le va publica până în 1557. Aceste catrene s-au bucurat imediat de succes și l-au introdus pe autor la Curte.
Recunoscând că, în mod conștient, a ales o exprimare criptică, Nostradamus scria într-un limbaj obscur, pornind de la franceza contemporană lui, dar presărată cu expresii și cuvinte din italiană, greacă, spaniolă, ebraică și latină.
Fiecare prezicere constă din patru versuri, un catren, dar niciunul nu aduce a poezie. Vizionarul susținea că acest stil îl proteja de pedeapsa celor puternici, care nu păreau să fie întotdeauna încântați de ceea ce le prezicea. Dar alți observatori mai sceptici sunt de părere că stilul vag este adoptat în mod conștient pentru a lăsa scrierile deschise interpretărilor. În consecință, există probabil aproape 400 de interpretări diferite ale catrenelor, fiecare încercând să dezvăluie secretele profețiilor, care continuă până în anul 3797. "Scrierile mele vor fi mai bine înțelese de cei ce vor veni după moartea mea", scria clarvăzătorul.
Timp de 3 ani, Nostradamus a scris peste 900 de catrene și centurii despre prezicerea viitorului. În aceste lucrări, Nostradamus prevestește despre viitorul lumii, 70% din ele fiind împlinite până în prezent. Prevestește despre domnia lui Napoleon, despre Al Doilea Război Mondial, despre ascensiunea lui Hitler, despre asasinarea Președintelui american John F. Kennedy, despre aselenizare. Într-un catren, Nostradamus ne vorbește despre “cerul în flăcări”, “noul oraș”, “trăznet uriaș” și “doi frați răpuși”. Mulți care au analizat acest catren au concluzionat că ar fi vorba chiar despre atentatele din 11 septembrie 2001.
El mai relatează că va fi și cel de-al Treilea Război Mondial, care va dura 27 de ani, menționând și venirea antichristului din Orientul Mijlociu. Se crede că cel de-al Treilea Război Mondial va începe după moartea ultimului Papă (cel ce va urma după moartea Papei Benedict al XVI-lea), care va fi asasinat de anticrist.
În catrenele sale folosește noțiuni și denumiri folosite des în prezent, dar care nu existau la vremea respectivă. De exemplu, citind în Centurii numele de Italia, pentru noi nu ar fi nimic ciudat, dar regatul Italiei ia ființă mult mai târziu. După V. Ionescu, chiar și despre România spune ceva, în termeni istoric inexistenți atunci.

## O celebritate controversată
Pierre de Ronsard scria despre contemporanul său: Asemenea unui oracol antic, el a prezis timp de mulți ani o mare parte a destinului nostru. Evident, profetul s-a bucurat de respectul familiei regale și de o faimă tot mai mare, până la moartea sa, în 1566. Inevitabil, mulți au rămas extrem de sceptici în privința lucrării sale sau, chiar mai rău, l-au considerat un simplu șarlatan inteligent care profita de cei creduli.
După unii cercetători, Nostradamus și-a prezis chiar propria moarte: Lângă bancă și pat voi fi găsit mort. După ce într-o seară a anunțat că nu va supraviețui nopții următoare, s-a stins într-un acces de gută și a fost găsit mort a doua dimineață în dormitor, lângă masa de lucru.

## Vezi și
- Nostradamus în cultura populară